# تیم ملی فوتبال زنان هند
تیم ملی فوتبال زنان هند (به هندی: भारत महिला राष्ट्रीय फुटबॉल टीम)، نماینده فوتبال زنان این کشور در رده ملی است و تحت نظارت فدراسیون فوتبال هند قرار دارد.